# Битва на Косовом поле (1389)
Битва на Косовом поле (серб. Косовска битка или бој на Косову; тур. Kosova Meydan Muharebesi) — крупное сражение, состоявшееся 15 июня 1389 года между объединённым войском сербских феодалов в союзе с Боснийским королевством с одной стороны и армией турок-османов с другой. Битва произошла на Косовом поле, в 5 километрах от современной Приштины. Сербские войска возглавляли князь Лазарь Хребелянович, Вук Бранкович и великий воевода Влатко Вукович. Османским войском командовал султан Мурад I вместе со своими сыновьями Якубом и Баязидом.
В бою погибла большая часть сражавшихся армий и оба предводителя: Лазарь, попавший в плен и затем казнённый, и Мурад, предположительно, убитый Милошем Обиличем. Несмотря на победу османских войск, сразу же после битвы армия султана спешным маршем направилась к Адрианополю из-за больших потерь, а также опасений наследника Мурада Баязида, что смерть его отца может привести к смутам в Османской империи. Косовская битва играет важную роль в сербском национальном самосознании, истории и фольклоре.
Лазарь и Милош Обилич почитаются как святые Сербской православной церковью.

## Предшествующие события
После битвы на Марице османы расширили круг своих вассалов, им подчинились города на Эгейском побережье и важные транспортные пути. В 1383 году они приблизились к Салоникам, захватив Серре и окрестные области. Уже тогда к ним обращались монахи из афонских монастырей, чьи владения оказались под угрозой и которые пытались сохранить свои обители от разорения. Посредством полуострова Галлиполи османы поддерживали связь с Малой Азией, а также наладили контакты с Венецией и Генуей, враждовавшими друг с другом из-за влияния над остатками некогда мощной Византийской империи.
В этот период турки сформировали стратегию своей экспансии. Они охотно участвовали в междоусобицах христианских правителей, при этом постепенно осваиваясь на их территориях и подчиняя себе тех, кому ранее обещали помогать. В качестве повода для подчинения себе той или иной области они обычно использовали смерть местного правителя или усобицы в его семье. Свои походы османы предпринимали на достаточно далёкие расстояния. Как правило, во всех областях Балканского полуострова турецкие отряды появлялись задолго до того, как османское государство становилось их непосредственным соседом.
На землях князя Лазаря Хребеляновича турки появились ещё в 1381 году, когда княжеский воевода Цреп разбил их на Дубравнице близ Парачина. Вероятно, турецкий отряд оказался там после операции в Болгарии. В 1386 году османы предприняли гораздо более серьёзное вторжение. Их армию возглавлял сам Мурад, который дошёл до Плочника в Топлице. Во время этого похода турки атаковали монастырь Грачаница, где сгорела внутренняя башня, хранившая ценные рукописи и книги.
В августе 1388 года, воспользовавшись враждой боснийского короля Твртко с Балшичами, турецкое войско под предводительством известного военачальника Шахина вторглось в пределы Билечи, где было разбито. Постепенно османы сжимали кольцо вокруг Сербии. От земель князя Лазаря и Вука Бранковича их отделяли только владения Драгаша Деяновича на востоке и наследников Вукашина на юге, бывших турецкими вассалами. В то же время из-за внутреннего конфликта в Королевстве Венгрия Лазарь и Вук Бранкович фактически оказались отрезанными от христианских земель. В ходе венгерской усобицы они поддержали Ладислава Неапольского, таким образом, имея связи с ним и взбунтовавшимися хорватскими городами.
В начале лета 1389 года турецкий султан Мурад начал поход на Сербию. В составе его войска помимо турок были отряды вассалов и наёмники. Подготовка к походу шла длительное время, о ней знали как сербские правители, так и другие государства, например Венеция. Через земли своих вассалов в Македонии султан вышел на Косово поле, откуда мог двинуться в любом направлении. Узнав о приближении Мурада, князь Лазарь и Вук Бранкович собрали армию. На помощь им пришёл крупный отряд воеводы Влатко Вуковича, посланный боснийским королём Твртко I.

Сербский византинист академик Димитрие Богданович писал: 
«Выбор поля боя не случаен. Холмистая область под Приштиной, ограниченная реками Лаба и Ситница, не только тактически удобна для столкновения крупных вооруженных масс. В стратегическом отношении она представляет собой ключ ко всем коммуникациям, ведущим из Подунавья к Адриатике, а также из Повардарья на север и северо-запад — к Боснии»

## Силы сторон и выдвижение армий
Точная численность сражавшихся армий неизвестна. Разные исследователи дают разные оценки количества бившихся воинов.
Численность турецких войск, по некоторым данным, составляла от 27 000 до 40 000 человек. Среди них было от двух до пяти тысяч янычар, 2500 всадников личной гвардии султана, 6000 сипахов, 20 000 азапов и акынджи и до 8000 воинов вассальных государств. Турецкие войска весной 1389 года из Пловдива выдвинулись в Ихтиман. Оттуда через Велбужд они достигли Кратово, где оставались некоторое время и, затем пройдя через Куманово, Прешево и Гниляне, 14 июня вышли к Косовому полю. Помимо султана и его сыновей в войске находились известные турецкие полководцы того времени — Эвренос, Шахин, Али-паша и другие.

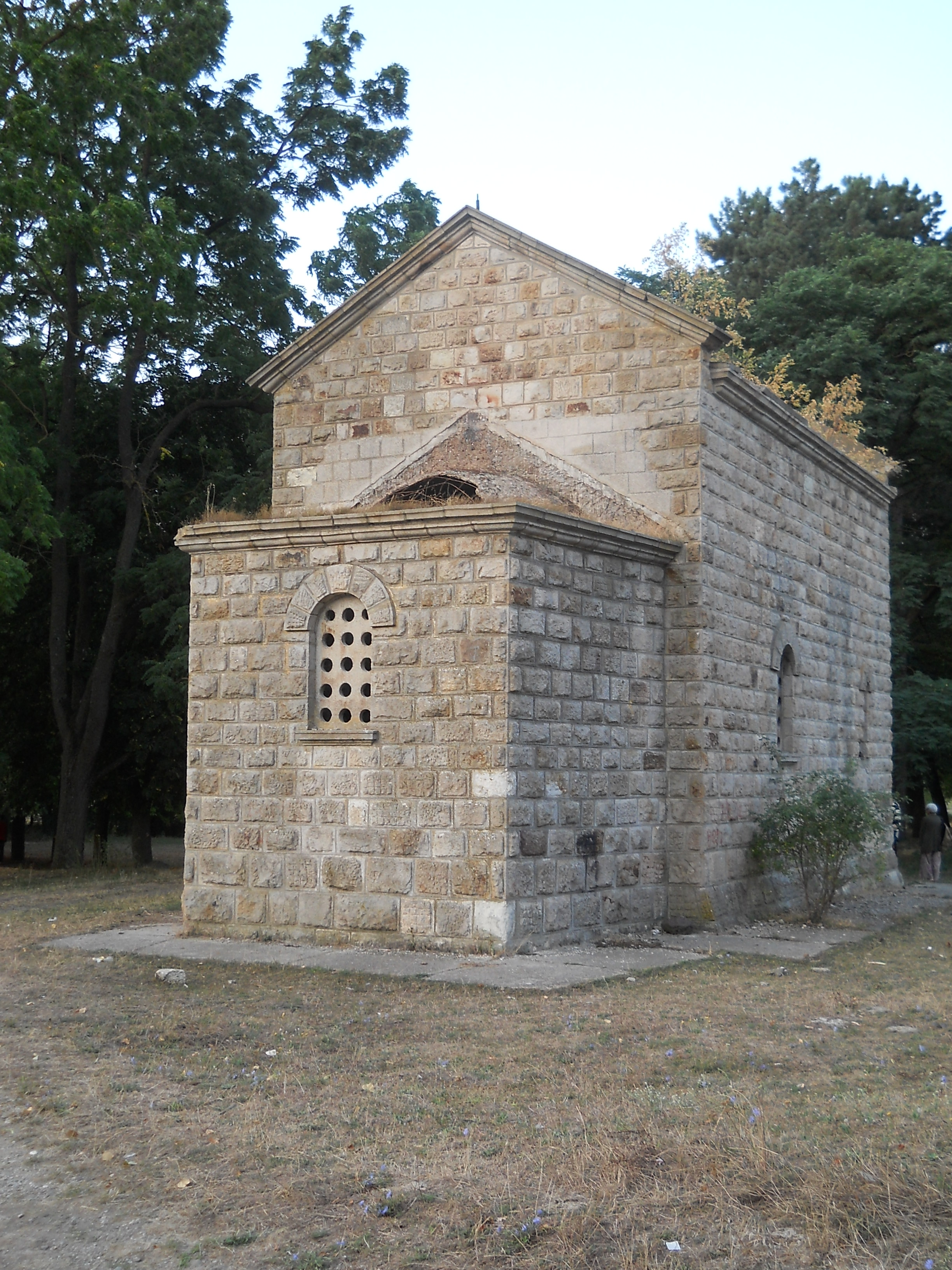
Церковь Самодрежа, в которой перед битвой причастилось сербское войско

Армия Лазаря насчитывала от 12 000 до 33 000 воинов. 12—15 тысяч человек находились под непосредственным командованием Лазаря, 5—10 тысяч под командованием Вука Бранковича и примерно столько же воинов под командованием боснийского воеводы Влатко Вуковича. С ним же пришёл отряд рыцарей-госпитальеров. На стороне союзной армии также сражались небольшие отряды албанцев и валахов. О приготовлениях сербов к сражению известно меньше. Историки сходятся во мнении, что сбор войск произошёл у Ниша, на правом берегу Южной Моравы. Сербы оставались там до прихода известий о движении турок через Велбужд. После этого войско Лазаря через Прокупле вышло к Косовому полю, которое было перекрёстком важных путей и открывало туркам несколько маршрутов для движения вглубь сербских земель.

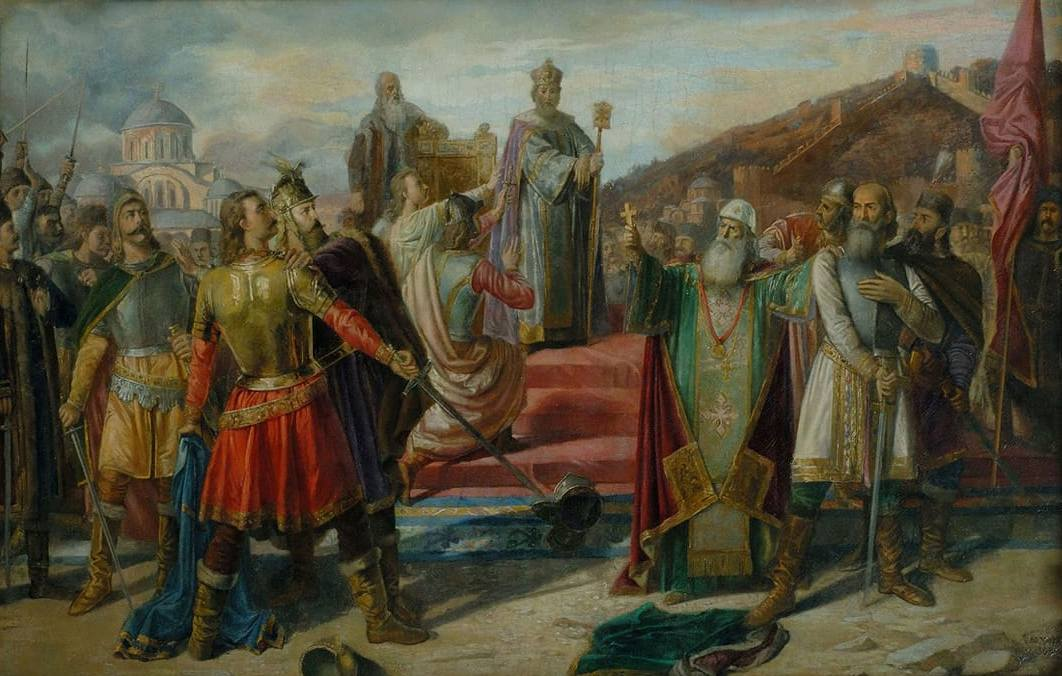
Картина Стево Тодоровича «Собор в Призрене перед Косовской битвой»

По мнению исследователя Желько Файфрича, армия союзников во многом уступала турецкой. У неё не было центрального командования, она была разделена между тремя главными командирами — Лазарем, Вуком Бранковичем и Влатко Вуковичем. Также сербское войско было несбалансированным по своему составу. Его основную часть составляла тяжёлая кавалерия в латах, достаточно слабо прикрытая пехотой. Это, в свою очередь, давало значительное преимущество турецкой армии, в которой были широко представлены разные типы войск, подчиняющиеся одному командиру — султану Мураду. Также со времён царя Душана сербские войска не имели крупных битв с армиями других держав. Их военный опыт в основном основывался на столкновениях между самими сербскими феодалами. В то же время турецкая армия имела богатый военный опыт, который увеличивала на протяжении почти 30 лет победоносных войн.
Дискуссионным остаётся вопрос о роли остальных сербских феодалов. Например, Марко Мрнявчевич не пришёл на помощь войскам Лазаря, однако неизвестно, был ли он в лагере турецкого султана. Константин Деянович хотя и пропустил османское войско через свои земли, сам принимать участие в битве на стороне турок не стал. Также неизвестно, где во время битвы был Джурадж Страцимирович, ранее помогавший туркам и бывший врагом боснийского короля Твртко I.

## Ход сражения

Расположение армий

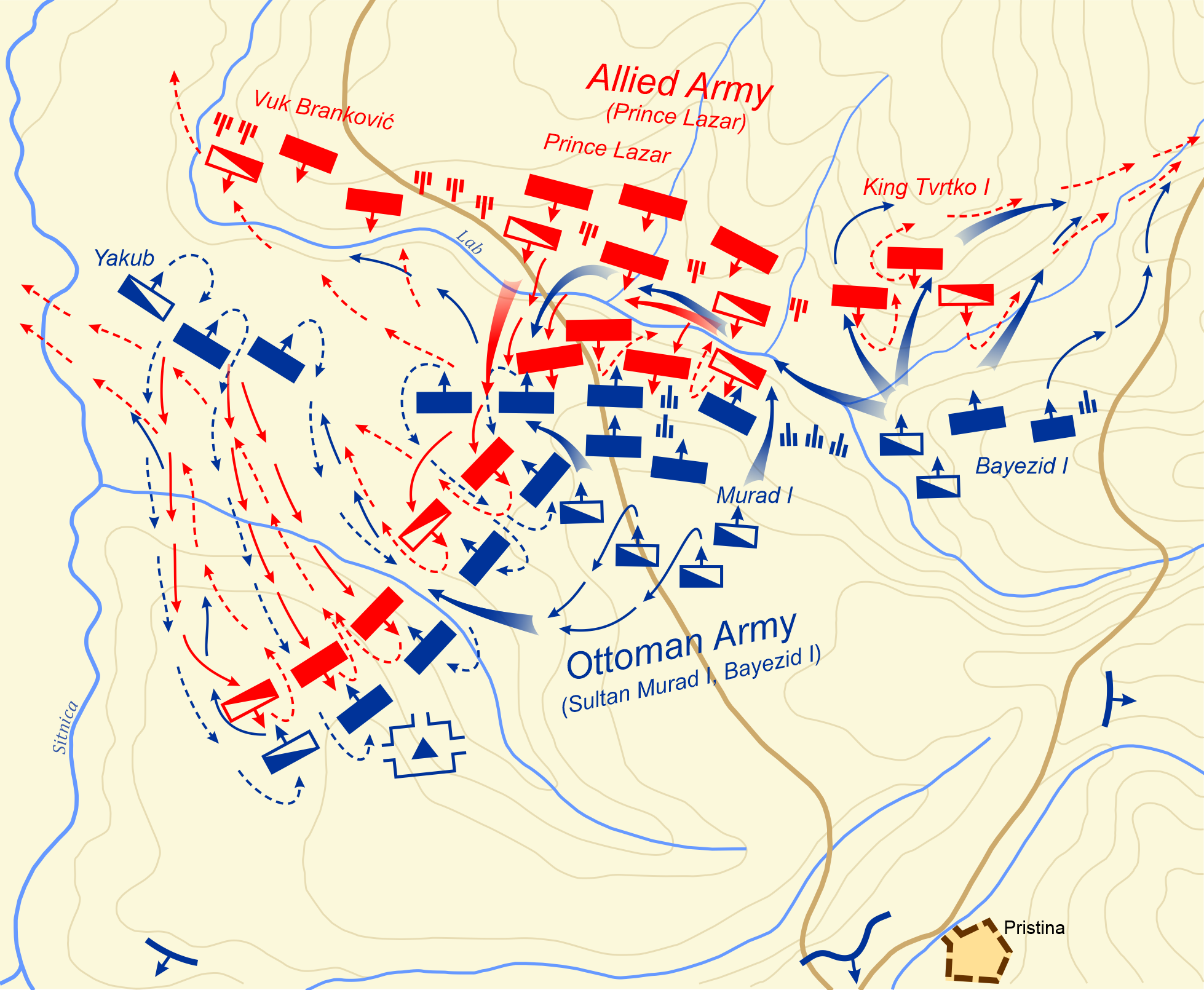
Ход битвы

Битва произошла 15 июня 1389 года вблизи современного города Приштина в Косове.
Войска расположились следующим образом. Султан Мурад возглавил центр своего войска, флангами командовали его сыновья Баязид (будущий Баязид I) (правый) и Якуб (левый). Перед основными силами османского войска в линию выстроились около 1000 лучников, позади располагались азапы и акынджи, а в центре турецкого построения — янычары. Там же находился Мурад со своей охраной. Небольшой отряд был выделен для прикрытия обоза.
Центром сербской армии командовал сам князь Лазарь, Вук Бранкович командовал правым флангом, Влатко Вукович — левым. По всему фронту сербской армии расположилась тяжёлая конница, на флангах — конные лучники. За ними располагались отряды пехоты.
Сербские и турецкие источники дают противоречивые данные о ходе сражения, поэтому реконструкция боя представляет трудности для историков. Битва началась с обстрела турецкими лучниками сербских позиций и атаки сербской тяжёлой конницы, клином врезавшейся в турецкие позиции. Прорвав левый фланг османов, сербы не добились успеха в центре и на правом фланге турок. Тем не менее, левое крыло турецкой армии под командованием Якуба понесло тяжёлые потери. Вскоре лёгкая турецкая кавалерия и пехота контратаковали закованных в броню сербских всадников и опрокинули их.
Сербским воинам удалось добиться определённого успеха и в центре, несколько оттеснив турок. Однако на правом фланге Баязид перешёл в контратаку, оттеснив сербов и ударив по их пехоте. Постепенно оборона сербской пехоты была прорвана, и она начала отступать. Вук Бранкович, стремясь спасти остатки войск, покинул поле битвы. Позднее народная молва обвинила его в предательстве (в «ЭСБЕ» говорится, что Вук Бранкович «из зависти ко второму зятю Лазаря Милошу Обиличу нарочно не поспел с помощью на Косово поле» и что «память его ненавистна всякому сербу»). Вслед за ним с поля боя ушли и остатки отрядов Влатко Вуковича и князя Лазаря. Сам Лазарь раненый попал в плен в ходе боя и был казнён в тот же день.

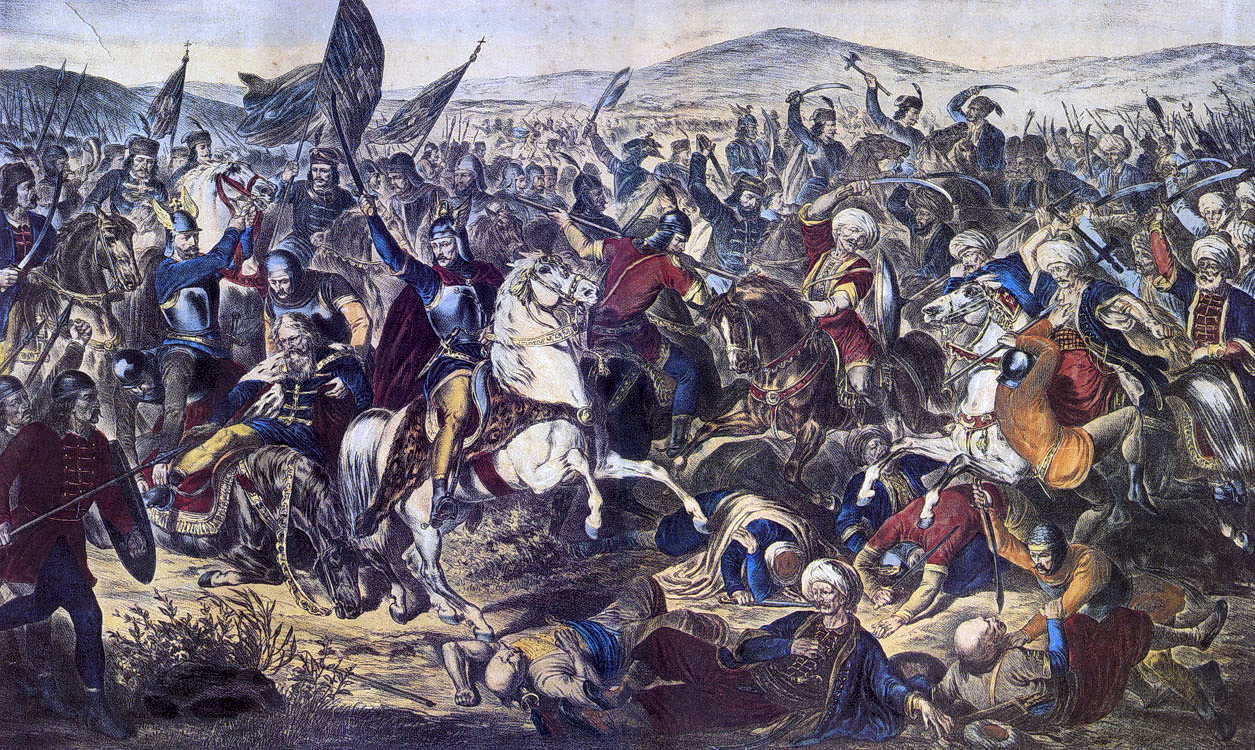
Картина Адама Стефановича «Бой на Косове»

Султан был убит ещё в начале боя. По некоторым данным, его убил сербский князь Милош Обилич, который, выдав себя за перебежчика, проник в шатёр султана и заколол того ножом, после чего был убит султанской охраной. В флорентийском письме королю Твртко говорится, что Мурад был убит одним из 12 знатных сербов, которые в начале боя смогли прорваться сквозь ряды турецких солдат. Согласно утверждениям турок, которые приводил византийский историк XV века Халкокондил, Мурад был убит после сражения, когда осматривал поле боя. После гибели султана турецкое войско возглавил его сын Баязид.
Традиционно считается, что Баязид приказал убить брата Якуба. Когда Баязид узнал о гибели отца, он послал вестника к старшему брату Якубу, который ещё не знал о случившемся. Баязид передал Якубу, что их отец Мурад отдал им новые приказы. Когда Якуб прибыл к Баязиду, он был задушен. Таким образом, Баязид стал единственным наследником Мурада и возглавил османское государство.

## Итоги и последствия битвы

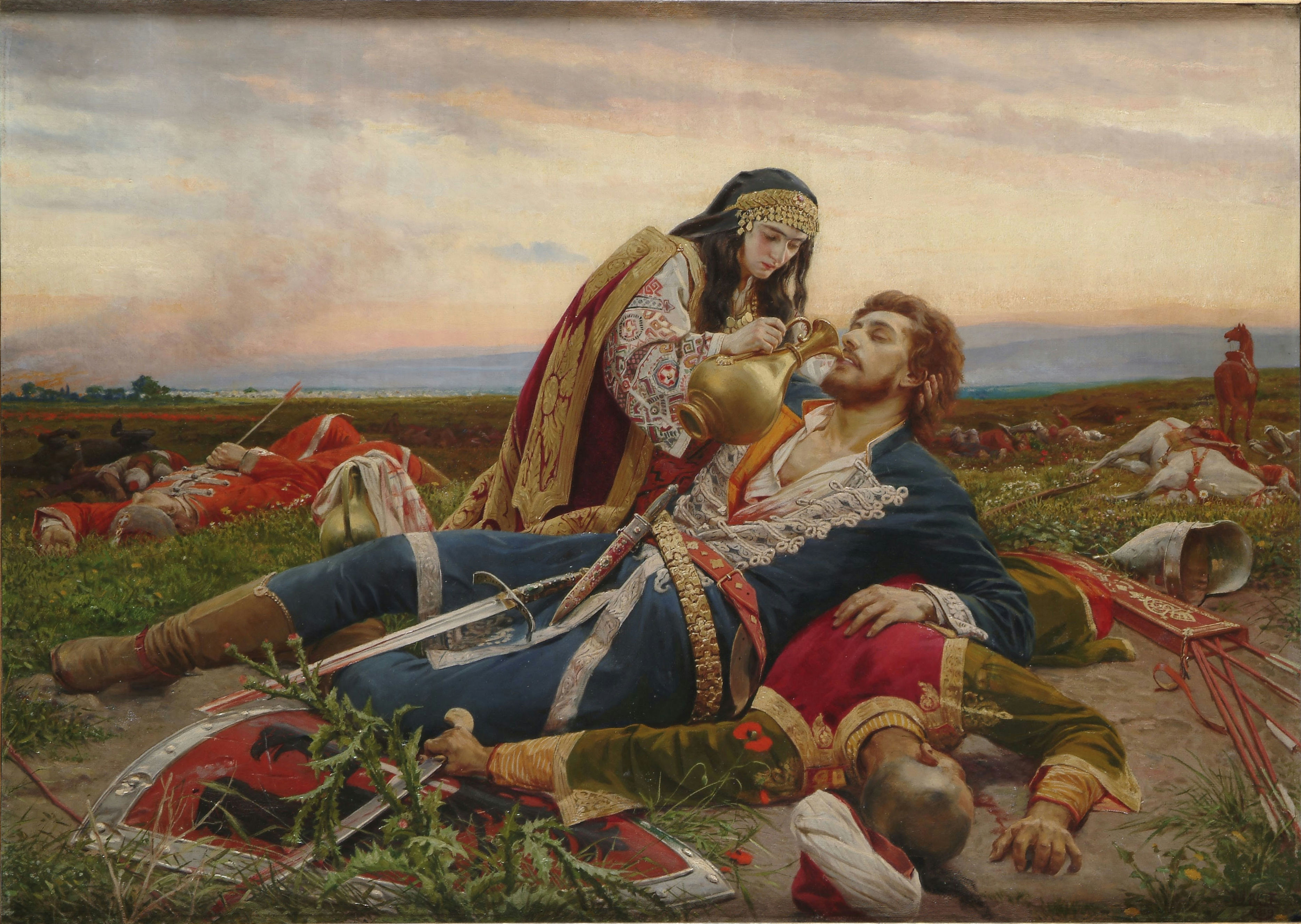
Картина Уроша Предича «Косовская девушка»

Турецкое войско после битвы оставило Косово поле и двинулось на восток, так как новый султан Баязид опасался за свою власть и стремился укрепить своё влияние. Вук Бранкович, владевший территорией, где произошло сражение, остался у власти и не сразу покорился туркам. В 1390—1391 годах останки князя Лазаря перенесли из митрополичьей церкви в Приштине в его задужбину — монастырь Раваница. Там они хранятся и в настоящее время после неоднократных перемещений, вызванных опасностью их уничтожения турками, а затем — хорватскими усташами.
Гибель обоих правителей и факт того, что Баязид не остался в Сербии, дабы использовать победу своего войска, вызвали дискуссии о том, насколько убедительной была турецкая победа и одержала ли победу вообще какая-либо из сторон. И на протяжении нескольких месяцев после битвы в соседних странах не было известно, кто же победил.
Боснийский король Твртко I извещал жителей принадлежавшего ему Трогира и дружественной Флоренции о великой победе христиан и гибели немногих своих людей. Гибель турецкого султана была воспринята в Византии и других европейских странах как подтверждение победы христиан. Схожей позиции придерживался и византийский летописец Кидон, обвинивший императора Мануила II Палеолога, что он не хочет воспользоваться поражением турок и последовавшими вслед за гибелью Мурада распрями в Османской империи. Одна из летописей Дубровника XV столетия утверждает, что победа не досталась ни одной из сторон, так как потери среди воинов были очень велики.
Однако в Моравской Сербии сразу поняли значение и возможные последствия битвы, поскольку в ней погиб не только князь Лазарь, оставивший наследником малолетнего сына Стефана, погибло почти всё дворянство, велики были потери и среди простых воинов. В стране быстро возобладало мнение, что для отпора новому турецкому или каком-либо другому вторжению не хватит сил.

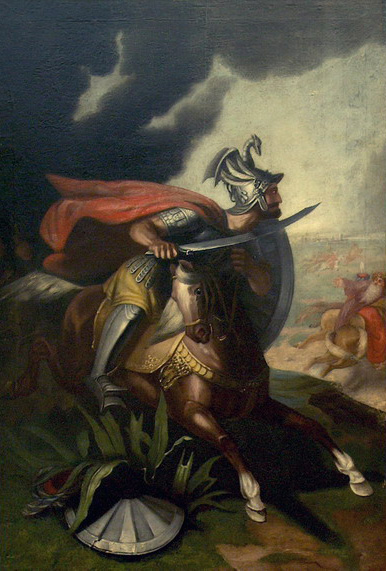
Картина Александра Добрича «Милош Обилич»

## Отражение битвы в фольклоре
Битва войска Лазаря с турками играет значительную роль в сербском фольклоре. Предания о битве множились. В христианской среде возник мотив предательства, поначалу приписываемый боснийскому отряду и некоему Драгославу, а впоследствии — Вуку Бранковичу. Уже в первые десятилетия после боя появляется легенда об оклеветанном витязе, пробравшемся в турецкий лагерь и убившем султана. Под влиянием рыцарской эпики была установлена связь между убийцей Мурада и предателем Лазаря — обе роли отводились княжеским зятьям.
К концу XV века уже было известно предание о вечере князя и его торжественной речи. Возник целый цикл народных песен со множеством живописных деталей. Согласно народным представлениям, Косовская битва стала причиной переселений, послужив началом перелома в развитии племён и родов. По мнению известного сербского историка Симы Чирковича, она стала важнейшим историческим событием, которое «ярче прочих врезалось в народное сознание». Схожее мнение озвучил и другой известный сербский историк Владимир Чорович. Легенды о битве вплоть до XX века служили, с одной стороны, для призыва к героическим подвигам и самопожертвованию, а с другой — для осуждения предательства.
К настоящему времени сохранились такие народные песни и предания о Косовской битве, как «Слава кнеза Лазара у Крушевцу», «Бановић Страхиња», «Косовка девојка», «Смрт мајке Југовића», «Цар Лазар и царица Милица», «Зидање Раванице». По мнению сербского исследователя Димитрие Богдановича, эти и другие народные песни формируют комплекс положительных, отрицательных и трагических героев сербской национальной истории.

## Современность

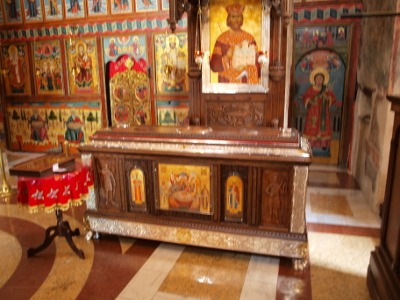
Саркофаг князя Лазаря; саркофаг возили по территориям, населенным сербами, накануне празднования 600-летия битвы

600-летняя годовщина битвы широко отмечалась в Сербии. 28 июня 1989 года Слободан Милошевич, тогдашний глава Сербии, произнес юбилейную речь у монумента Газиместан на Косовом поле. Речь была произнесена перед множеством собравшихся на фоне нарастания этнической напряженности между сербами и албанцами в Косове и роста политической напряженности между Сербией и другими республиками, входившими в состав СФРЮ. Речь получила известность из-за упоминания Милошевичем возможности «вооруженных сражений» в будущем ради национального возрождения Сербии. Многие комментаторы назвали речь провозвестником краха Югославии и кровопролитных югославских войн. Позднее Милошевич утверждал, что его неправильно поняли 

## В произведениях искусства
- Битва детально описывается в Карловачки родослове.
- Битве посвящён югославский фильм «Битва на Косовом поле» 1989 года (режиссёр Здравко Шотра).
- 6 декабря 2014 года у российской рок-группы «Кипелов» вышла песня «Косово поле», которая впоследствии вошла в альбом «Звёзды и кресты».